# Юджин Орманді
Ю́джин О́рманді (англ. Eugene Ormandy, справжнє ім'я Єне Блау — угор. Blau Jenő; 18 листопада 1899, Будапешт — 12 березня 1985, Філадельфія) — американський диригент.

## Біографія
Єне Блау навчався грі на скрипці і вже в ранньому віці досяг чималих успіхів: у п'ять років вступив до Угорської королівську академію музики, а через два роки дав перший сольний концерт. У віці дев'яти років вступив в клас відомого скрипаля Єні Хуба і закінчив Академію через п'ять років.
Протягом деякого часу керував оркестром Блютнер в Німеччині, потім їздив з гастролями по всій Європі. Один з концертних агентів запропонував йому перебратися в Нью-Йорк, однак, коли скрипаль приїхав туди в 1921 році, знайти роботу йому було вкрай складно. Насилу він зміг отримати місце скрипаля на одному з останніх пультів оркестру Капітолійського театру в Нью-Йорку, і приблизно до цього ж часу відноситься його рішення змінити своє угорські ім'я та прізвище на американські. Протягом наступного року йому вдалося висунутися в ряди перших скрипалів оркестру, а у вересні 1924 вперше встати за його пульт через хворобу диригента. У 1927 році Орманді прийняв американське громадянство і познайомився з меценатом Артуром Джадсоном, який допоміг йому знайти роботу диригента на радіо, а пізніше перебратися в Філадельфію, де молодий диригент на кількох концертах замінив хворого Артуро Тосканіні. Незабаром Орманді отримав запрошення на посаду головного диригента симфонічного оркестру Міннеаполіса, який займав протягом п'яти років і де здобув велику популярність, вперше записавши сюїту Золтана Кодаї «Харі Янош» і композицію Арнольда Шенберга «Просвітлена ніч».
В 1936 році Орманді повертається до Філадельфії, де протягом двох років диригує концертами поперемінно з Леопольдом Стоковський, а після відходу останнього стає головним диригентом і займає цю посаду аж до 1980 року. Під управлінням Орманді Філадельфійський симфонічний оркестр висунувся в число найкращих симфонічних колективів світу, багато гастролював в Європі, Австралії, Південній Америці, Східній Азії.

## Творчість
Орманді мав дуже гарну пам'ять і швидко запам'ятовував всі твори безпосередньо по партитурі. Зазвичай при диригуванні він не користувався ні паличкою, ні нотами. Звучання оркестру під його управлінням відрізнялося чуттєвістю і точністю виконання, і незабаром в середовищі музикантів з'явилося таке поняття, як «Філадельфійський звук». Оркестр давав понад 100 концертів на рік, скрізь маючи великий успіх і отримуючи різні нагороди. Тим не менш, деякі критики оцінювали його інтерпретації вульгарними і низькопробними.
Орманді диригував переважно музикою пізнього романтизму і початку XX століття (Чайковський, Дворжак, Брукнер, Р. Штраус та інші. Під управлінням Орманді відбулися прем'єри таких творів, як «Симфонічні танці» Сергія Рахманінова, Третій фортепіанний концерт Бела Бартока, ряду творів Хіндеміта, Бріттена, Мартіну, Мійо та інших сучасних йому композиторів. У великій дискографії Орманді виділяються записи Першого віолончельного концерту та Четвертої симфонії Шостаковича, Десятої симфонії Малера, а також численні твори американських композиторів: Барбера, Пістона та інших.